# Фонтенельская хроника
Фонтене́льская хро́ника (лат. Chronicon Fontanellense) — раннесредневековая анонимная латиноязычная хроника, описывающая события, произошедшие в Западно-Франкском королевстве в 841—859 годах. Своё название хроника получила по месту своего создания, Фонтенельскому аббатству в современной Нормандии.

## Описание
Текст «Фонтенельской хроники» сохранился в двух средневековых кодексах, в настоящее время хранящихся в Брюсселе и Турне. Наиболее полной является брюссельская рукопись. Первое печатное издание хроники было осуществлено в 1636 году Андре Дюшеном. Позднее, под названием «Фрагменты Фонтенельской хроники» (лат. Fragmentum Chronici Fontanellensis), она была опубликована в составе «Recueil des Historiens des Gaules et de la France» и «Monumenta Germaniae Historica». В 1951 году французский историк Жан Лапорт осуществил новое издание этого исторического источника, после которого за хроникой окончательно закрепилось её современное название.
Автором хроники был неизвестный по имени священник, долгие годы проведший в Фонтенельском аббатстве. В тексте хроники автор упоминает, что в 841 году он лично присутствовал при визите в монастырь епископа Эврё Иосифа, в 861 году получил от архиепископа Санса Венилона сан диакона, а в 872 году уже в сане пресвитера представлял архиепископа Руана Адаларда во время одной из коммерческих сделок.
На основании упоминания в «Фонтенельской хронике» события 872 года предполагается, что она была записана или в том же году, или вскоре после этого. Вероятно, что хроника была составлена как продолжение «Деяний аббатов Фонтенеля», описывавших период с момента основания обители по 845 год. Точно неизвестно, какие источники автор использовал в своей работе и насколько далее 859 года продолжалась хроника в протографе.
«Фонтенельская хроника» — ценный источник по истории правления короля Карла II Лысого, содержащий ряд уникальных данных, отсутствующих в других текстах IX века. Главное внимание автор уделяет вторжениям викингов в Западно-Франкское королевство, особенно их действиям в районе к северу от реки Луары. Так же в хронике находятся свидетельства о событиях в других частях королевства, включая Испанскую марку, и данные по истории сопредельных территорий (Бретани и Наварры). В то же время, хроника содержит некоторые хронологические и топонимические неточности, выявляемые при помощи других раннесредневековых текстов.